# Błękitni 1947 Tarnów
Błękitni 1947 Tarnów – polski klub piłkarski z siedzibą w Tarnowie. Zarządza nim powołane 4 stycznia 2018 roku stowarzyszenie, które kontynuuje tradycje piłkarskie Klubu Sportowego Błękitni Tarnów.

## Informacje ogólne
- Pełna nazwa: Klub Piłkarski Błękitni 1947 Tarnów
- Rok założenia: 1947
- Barwy: czerwono-biało-niebieskie
- Adres: al. Piaskowa 38, 33-100 Tarnów
- Stadion: Stadion Sportowy im. Trenera Emila Wzorka (otwarty w 1966 roku, patronat od 5 grudnia 2017)[2]

ul. Piłsudskiego 32, 33-100 Tarnów
pojemność – 1 910 miejsc siedzących
oświetlenie – zainstalowane (inauguracja: 21 października 2018 (Klasa B, Błękitni 1947 Tarnów 5-0 LKKS Karwodrza))
wymiary – 100 × 64 m
- Drużyny:

Seniorzy – Klasa A, grupa: Tarnów IV
Trampkarze (U-14) - Tarnów: III liga okręgowa C1 Trampkarz Gr. 2
Młodzicy (U-13, U-12) - Tarnów: III liga okręgowa D1 Młodzik, Tarnów: IV liga okręgowa D1 Młodzik
Orliki (U-11, U-10)
Żaki (U-9, U-8)
Skrzaty (U-7, U-6)
Bambini (U-5)

## Nazwy klubu[3]
- 1947 - ZS (Zrzeszenie Sportowe) Gwardia Tarnów
- 1961 - MKS (Międzyzakładowy Klub Sportowy) Gwardia Tarnów
- 1963 - GKS (Gwardyjski Klub Sportowy) Błękitni Tarnów
- 1990 - KS (Klub Sportowy) Błękitni Tarnów
- 2018 - KP (Klub Piłkarski) Błękitni 1947 Tarnów

## Sukcesy

### Piłka nożna (mężczyźni)
III poziom ligowy:
- 11. miejsce – 1975/1976
- 12. miejsce – 1979/1980

Zdobycie Pucharu Polski na szczeblu TOZPN – 1986/1987.

### Piłka nożna (kobiety)
- II liga

### Judo
Medale:
- Pucharu Świata
- Mistrzostw Europy
- Pucharu Europy
- Mistrzostw Polski
- Pucharu Polski
- Mistrzostw Małopolski
- turniejów krajowych oraz międzynarodowych m.in. Grand Prix, Turnieju Nadziei Olimpijskich, Międzynarodowego Turnieju Judo, Międzynarodowego Turnieju Pokonujemy Granice, Warsaw Judo Open, Cracow Judo Open, Judo Baltic Cup, Bardejov Judo Cup, Pucharu Czech, International Judo Salt Cup, International Judo League

### Boks
- Medale Młodzieżowych Mistrzostw Polski – 2001[potrzebny przypis]
- Medale Mistrzostw Okręgu Krakowskiego – lata 50.[potrzebny przypis]

## Klub w rozgrywkach ligowych

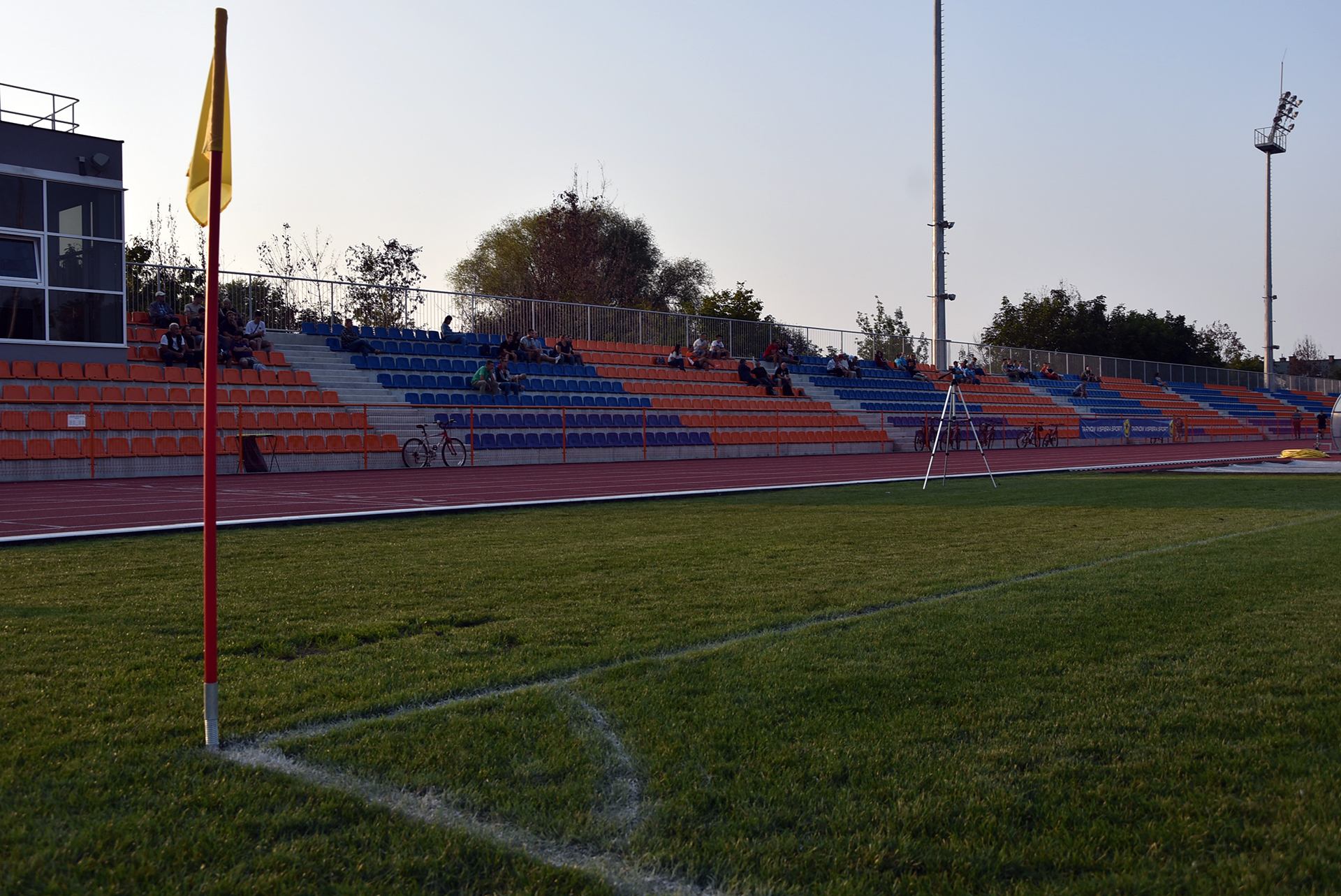
Stadion Sportowy im. Trenera Emila Wzorka (2018)

### Brydż sportowy
- II liga

## Klub w rozgrywkach ligowych[4][5]
| Sezon   | Liga                                                            | Pozycja | Punkty | Bramki | Uwagi |
| ------- | --------------------------------------------------------------- | ------- | ------ | ------ | --- |
| 1996/97 | IV liga, Makroregion Małopolski, grupa: Kraków-Nowy Sącz-Tarnów | 11      | 41     | 43-70  | |
| 1997/98 | IV liga, Makroregion Małopolski, grupa: Kraków-Nowy Sącz-Tarnów | 12      | 38     | 32-44  | spadek |
| 1998/99 | Liga okręgowa, grupa: Tarnów                                    | 11      | 46     | 60-65  | |
| 1999/00 | Liga okręgowa, grupa: Tarnów                                    | 2       | 61     | 65-35  | awans |
| 2000/01 | IV liga, grupa: małopolska (Nowy Sącz-Tarnów)                   | 12      | 20     | 30-52  | |
| 2001/02 | IV liga, grupa: małopolska (Nowy Sącz-Tarnów)                   | 16      | 17     | 30-74  | spadek |
| 2002/03 | Liga okręgowa, grupa: Tarnów                                    | 16      | 21     | 21-58  | spadek |
| 2003/04 | Klasa A, grupa: Tarnów II                                       | 1       | 69     | 69-25  | awans |
| 2004/05 | Liga okręgowa, grupa: Tarnów                                    | 14      | 22     | 20-64  | spadek |
| 2005/06 | Klasa A, grupa: Tarnów IV                                       | 12      | 26     | 34-52  | |
| 2006/07 | Klasa A, grupa: Tarnów IV                                       | 9       | 33     | 45-54  | |
| 2007/08 | Klasa A, grupa: Tarnów IV                                       | 4       | 48     | 64-42  | |
| 2008/09 | Klasa A, grupa: Tarnów IV                                       | 8       | 40     | 58-55  | |
| 2009/10 | Klasa A, grupa: Tarnów IV                                       | 16      | 14     | 35-99  | spadek |
| 2010/11 | Klasa B, grupa: Tarnów VI                                       | 4       | 38     | 74-42  | |
| 2011/12 | Klasa B, grupa: Tarnów VI                                       | 4       | 38     | 48-26  | |
| 2012/13 | Klasa B, grupa: Tarnów V                                        | 7       | 32     | 57-52  | |
| 2013/14 | Klasa B, grupa: Tarnów V                                        | 6       | 34     | 48-48  | |
| 2014/15 | Klasa B, grupa: Tarnów V                                        | 7       | 32     | 64-57  | |
| 2015/16 | Klasa B, grupa: Tarnów V                                        | 4       | 25     | 33-33  | |
| 2016/17 | Klasa B, grupa: Tarnów IV                                       | 11      | 17     | 41-83  | |
| 2017/18 | Klasa B, grupa: Tarnów IV                                       | 4       | 29     | 45-38  | |
| 2018/19 | Klasa B, grupa: Tarnów IV                                       | 4       | 51     | 62-44  | |
| 2019/20 | Klasa B, grupa: Tarnów IV                                       | 9       | 17     | 30-27  | Z powodu sytuacji epidemicznej związanej z koronawirusem COVID-19 rozgrywki zostały zakończone po rozegraniu piętnastu kolejek. |
| 2020/21 | Keeza Klasa B, grupa: Tarnów IV                                 | 1       | 54     | 68-22  | awans |
| 2021/22 | Keeza Klasa A, grupa: Tarnów IV                                 | 6       | 47     | 54-47  | |
| 2022/23 | Klasa A, grupa: Tarnów IV                                       | 13      | 6      | 13-76  | Błękitni wycofali się po rundzie jesiennej.                                                                                     |

## Trenerzy
- 1986 - Władysław Lemiszko[7][8]
- 2011 − 2014 Piotr Czerwony
- 2014 − 2016 Adrian Michalik
- 2016 − 17.06.2018 Piotr Czerwony
- 18.06.2018 – 15.01.2020 Grzegorz Kluba
- 16.01.2020 - 06.07.2021 − Piotr Czerwony
- od 07.07.2021 - Piotr Czerwony i Robert Dziubak